# Rasbosoma spilocerca
Rasbosoma spilocerca è un pesce d'acqua dolce appartenenti alla sottofamiglia Rasborinae, unica specie appartenente al genere Rasbosoma.

## Distribuzione e habitat
Proviene dal Mekong e dai suoi affluenti; comune nelle paludi e negli stagni con acqua chiara. Vive in superficie in aree con fondo coperto di vegetazione.

## Descrizione
Ha una macchia nera sulla pinna dorsale, due sui lobi della pinna caudale e una sul peduncolo caudale. Misura fino a 2,6 cm.

## Alimentazione
Si nutre di insetti e zooplancton.

## Acquariofilia
Viene solo raramente allevata in acquario.

## Conservazione
L'unica minaccia è il degrado del suo habitat, soprattutto la bonifica delle zone umide. È localmente comune nel suo arealeViene classificato come "a rischio minimo" (LC) dalla lista rossa IUCN.